# Numeri 31
Numeri 31 is het 31e hoofdstuk van het bijbelboek Numeri, in de Hebreeuwse Bijbel. Wetenschappers zoals Israel Knohl en Dennis T. Olson noemen dit hoofdstuk de Oorlog tegen de Midjanieten.
In Numeri 31 staat een verhaal dat zich afspeelt in de regio's Moab en Midjan in zuidelijk Transjordanië en vertelt hoe Israëlitische soldaten onder bevel van Pinechas (in opdracht van Mozes en Pinechas' vader Eleazar) een oorlog voerden tegen de Midjanieten. Hierbij doodden ze alle mannen inclusief hun vijf koningen, namen al het vee mee en voerden alle vrouwen en kinderen als gevangenen af. Mozes instrueerde de soldaten vervolgens om alle jongens te doden en ook alle vrouwen die eerder gemeenschap met een man hadden gehad te doden, maar de vrouwen en meisjes die nog maagd waren voor zichzelf te houden. De oorlogsbuit werd daarna verdeeld tussen de Israëlitische burgers, soldaten en God (JHWH).
Er bestaan veel controverses omtrent het auteurschap, de betekenis en de ethiek van dit hoofdstuk van Numeri. Het is nauw verbonden met Numeri 25.:69

## Auteurschap
De meerderheid van moderne Bijbelwetenschappers vermoedt dat de Thora (de boeken Genesis, Exodus, Leviticus, Numeri en Deuteronomium, geschreven in Klassiek Hebreeuws) zijn huidige vorm bereikte in de periode na de Babylonische ballingschap ten tijde van de Tweede Tempel (na circa 520 v.Chr.), gebaseerd op reeds bestaande schriftelijke en mondelingen overleveringen, gecombineerd met de geografische en politieke realiteiten van de Tweede Tempel-periode. Numeri is een Priesterlijke redactie (dat wil zeggen, bewerking) van een niet-Priesterlijk origineel.
Onderzoekers hebben algemeen erkend dat vermeldingen van de Midjanieten in de hoofdstukken Numeri 22–24 secundaire Priesterlijke (P) toevoegingen zijn. Ze zijn het ook algemeen eens dat Numeri 25:1–5 een eerdere versie van het verhaal bevat, dat over de vrouwen van Moab gaat en waarvoor de Israëlitische familiehoofden door de rechters werden gestraft. Deze eerdere versie werd later aangedikt met het relaas in Numeri 25:6–18 met de Midjanitische vrouwen en het priesterschap van Pinechas als haar nieuwe focus, waarbij wellicht elementen uit Psalm 106:28–31 werden gebruikt om mee te werken.:155 Deze toevoegingen en de vermelding van een Midjaniet in hoofdstuk 25 in een verhaal over de Moabieten, zou een poging van een latere redacteur kunnen zijn geweest om een verband te leggen tussen Moab en Midjan. Martin Noth betoogde dat de auteur van hoofdstuk 31 waarschijnlijk bekend was met de gecombineerde niet-P/P(H)-tekst (met de Moabitische–Midjanitische connectie) in hoofdstuk 25 en waarschijnlijk kennis had van de gehele samengestelde Pentateuch; derhalve is Numeri 31 waarschijnlijk geheel of gedeeltelijk geschreven door een auteur die later actief was dan de reguliere P. Israel Knohl (1995) beargumenteerde dat Numeri 31 in feite onderdeel was van de Heiligheidscodex (H), die later aan de Priestercodex is toegevoegd. Hij wees op inhoudelijke overeenkomsten, zoals de focus op reiniging in Numeri 5:1–4, hoofdstuk 19 en 31:19–24, en daarnaast taalgebruik in Numeri 10:9, 27:17, 31:6,19 en Exodus 40:15; al deze verzen waren eerder al door andere wetenschappers geïdentificeerd met de Heiligheidsschool (Holiness School, HS). Sommige taalkundige en theologische elementen onderscheiden Numeri 31 ook van de Priesterlijke Thora-tekst (PT), zoals de toorn van God, die meerdere keren wordt genoemd door de HS maar nooit door de PT. Sommige wetenschappers menen dat de toegevoegde tekst is geschreven in een tijd dat de priesterlijke lijn van de afstammelingen van Pinechas werd betwist.:155

## Achtergrond

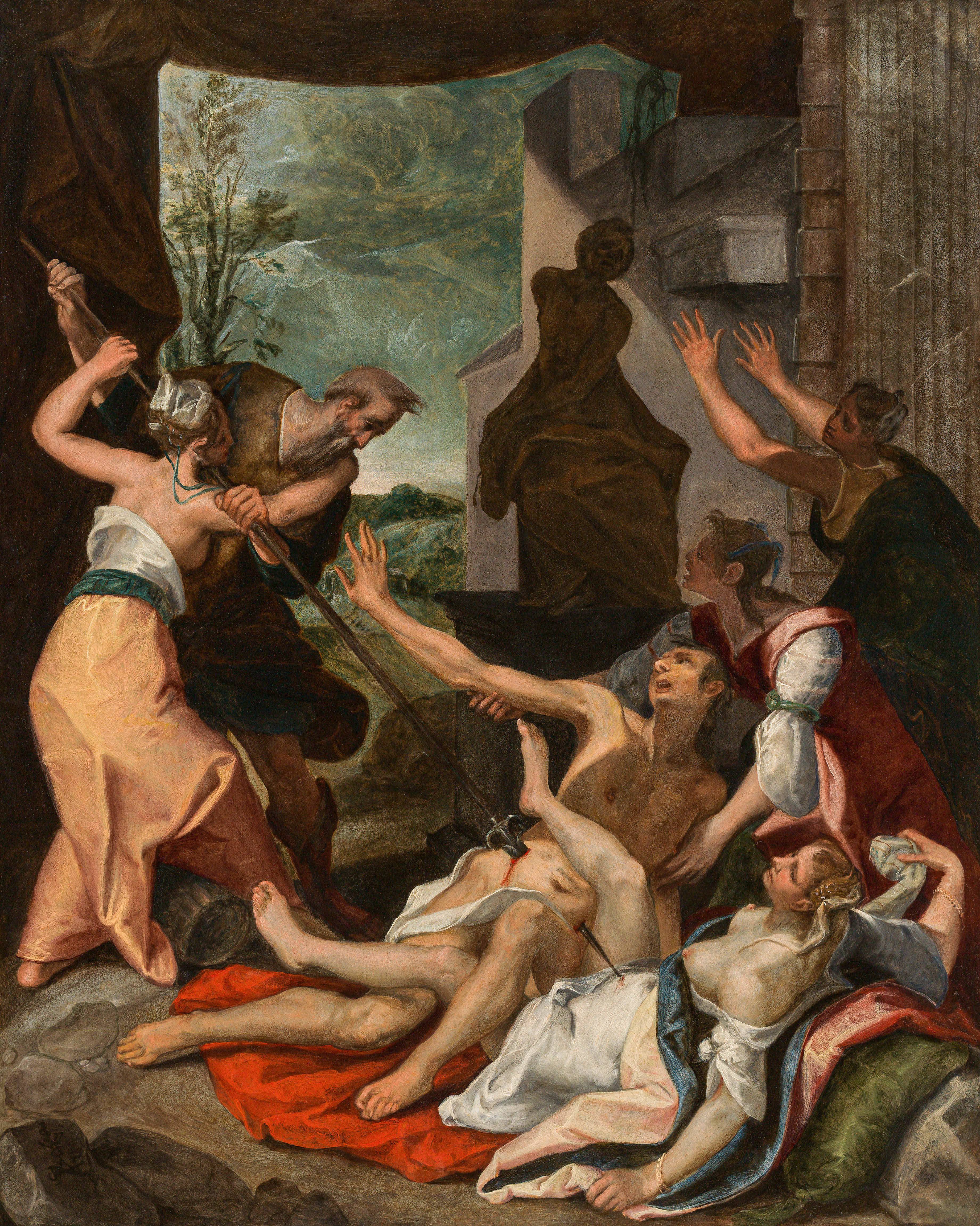
Pinechas doodt Zimri en Kozbi de Midjaniet (circa 1590) door Joos van Winghe

Israëlitisch–Moabitische verbroedering bij Peor (Numeri 25:1–5)
Het boek Numeri traceert de oorsprong van dit Israëlitisch–Midjanitische conflict naar de hoofdstukken 22 tot en met 25. De Israëlieten, die vanuit Egypte reisden en een kamp hadden opgeslagen op de oostelijke Jordaanoever tegenover Jericho, verkeerden op de rand van oorlog met de Moabieten (niet Midjanieten). De Moabitische koning Balak huurde de waarzegger Bileam (of Balaam) in om de Israëlitische soldaten te vervloeken vanaf de top van de berg Peor, maar de Israëlitische god JHWH dwong hem om in plaats daarvan de Israëlieten (in hun kamp te Sittim) juist te zegenen, wat hij deed (Numeri 22–24). Vervolgens wordt verteld dat Israëlitische mannen zich gingen verbroederen met Moabitische vrouwen door seks met hen te hebben en hun goden (waaronder Baäl) te vereren (Numeri 25:1–3). Dit maakte JHWH boos en hij instrueerde Mozes om alle Israëlitische mannen die dit gedaan hadden af te slachten; Mozes gaf deze instructies door aan de rechters van Israël (Numeri 25:3–5). Er wordt niet verteld of deze instructies ook werden uitgevoerd.:155
Plaag binnen het Israëlitische kamp (Numeri 25:6–18)
In vers 6 verschuift het verhaal plotseling wanneer de Israëlitische man Zimri de Midjanitische vrouw Kozbi (dochter van de Midjanitische koning Zur) het Israëlitische kamp in brengt, waarna er wordt verteld dat de Israëlieten werden getroffen door een plaag die 24.000 levens eiste. Pinechas doodde Zimri en Kozbi, waardoor de plaag eindigde. JHWH beweerde dat Kozbi deze plaag over de Israëlieten had afgeroepen en zei tegen Mozes: "Behandel de Midjanieten als jullie vijanden en dood hen" (Numeri 25:16–17 NBV21).
Tussenspel (Numeri 26–30)
De volgende vier hoofdstukken zeggen niets over het incident bij Peor, behalve dat de plaag voorbij was (Numeri 26:1). JHWH instrueerde Mozes en zijn priester Eleazar om een volkstelling te houden onder de Israëlieten (Numeri 26), regelde een erfenisgeschil en de toekomstige opvolging van Mozes door Jozua (Numeri 27), instrueerde de Israëlieten hoe ze bepaalde offers moesten brengen en festivals moesten houden (Numeri 28–29) en regelde eden/geloften tussen mannen en vrouwen en tussen vaders en dochters (Numeri 30).

## Narratief
Voorbereidingen (verzen 1–6)

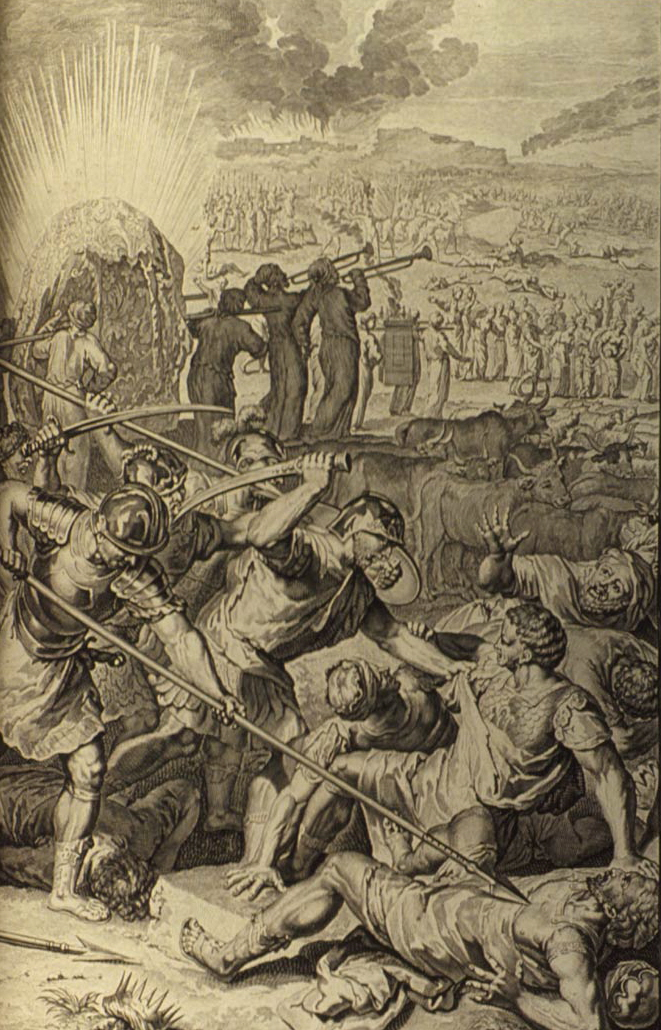
Vijf koningen van Midjan gedood door Israël (1728) door Gerard Hoet

In verzen 1 en 2 van Numeri 31 herinnerde JHWH Mozes eraan om wraak te nemen op de Midjanieten zoals hij had bevolen in Numeri 25:16–18; dit zou voor Mozes als de laatste daad voor zijn dood gelden. Dus instrueerde Mozes duizend mannen van elk van de twaalf stammen van Israël – 12.000 in totaal, onder leiding van Pinechas – om Midjan aan te vallen.
Oorlog (7–13)
Er wordt verteld dat de Israëlitische soldaten alle Midjanitische mannen hebben gedood, inclusief de vijf koningen, en ook de waarzegger Bileam. Volgens vers 49 leden de Israëlieten zelf nul verliezen. Alle Midjanitische steden en kampen werden platgebrand; alle Midjanitische vrouwen, kinderen en al het vee werden gedeporteerd als gevangenen naar het "kamp in de vlakte van Moab, aan de Jordaan, ter hoogte van Jericho", waar Mozes en Eleazar hen ontvingen.
Doding van gevangen jongens en niet-maagdelijke vrouwen/meisjes (14–18)
Mozes was woedend dat de soldaten alle vrouwen in leven hadden gelaten en zei: "Juist zij waren het die de Israëlieten, op aanraden van Bileam, destijds bij de Peor verleid hebben tot ontrouw aan [JHWH], en dat veroorzaakte de plaag die de gemeenschap van [JHWH] getroffen heeft. Dood daarom alle kinderen van het mannelijk geslacht en alle vrouwen die met een man hebben geslapen, maar laat meisjes die nog nooit met een man hebben geslapen in leven."
Rituele reiniging (19–24)
Vervolgens instrueerden Mozes en Eleazar de soldaten om zichzelf, de gevangenen en alle voorwerpen die ze hadden ritueel te reinigen gedurende een periode van zeven dagen. Voorwerpen die genoemd worden zijn de kleren, alle voorwerpen van leer, geitenhaar en hout en alle (edel)metalen voorwerpen, waarbij wordt gespecificeerd dat alle vuurbestendige voorwerpen met zowel vuur als water dienden te worden gereinigd en de rest alleen met water.
Verdeling van de oorlogsbuit (25–54)
De buit van de Midjanitische veldtocht was "675.000 schapen (en geiten), 72.000 runderen, 61.000 ezels en 32.000 vrouwen die nog nooit met een man hadden geslapen." JHWH instrueerde Mozes en Eleazar om deze oorlogsbuit te verdelen volgens de verdeelsleutel 1:1 tussen de Israëlitische soldaten aan de ene kant en de Israëlitische burgers aan de andere kant. JHWH eiste een aandeel van 0,2% van de soldatenhelft van de buit voor zichzelf; deze afdracht zouden aan hem worden gegeven via de Levieten, die verantwoordelijk waren voor de zorg van JHWH's tabernakel. Een deel van de Midjanitische gouden sieraden die tijdens de oorlog waren geplunderd (totale gewicht: 16.750 sjekel, ongeveer 190 kilogram) werden ook geofferd aan JHWH als geschenk om "bij [JHWH] verzoening voor onszelf te bewerken".

## Interpretatie

### Historiciteit en theologie

Het Oude Nabije Oosten rond 1200 BCE tijdens de 19e dynastie van Egypte

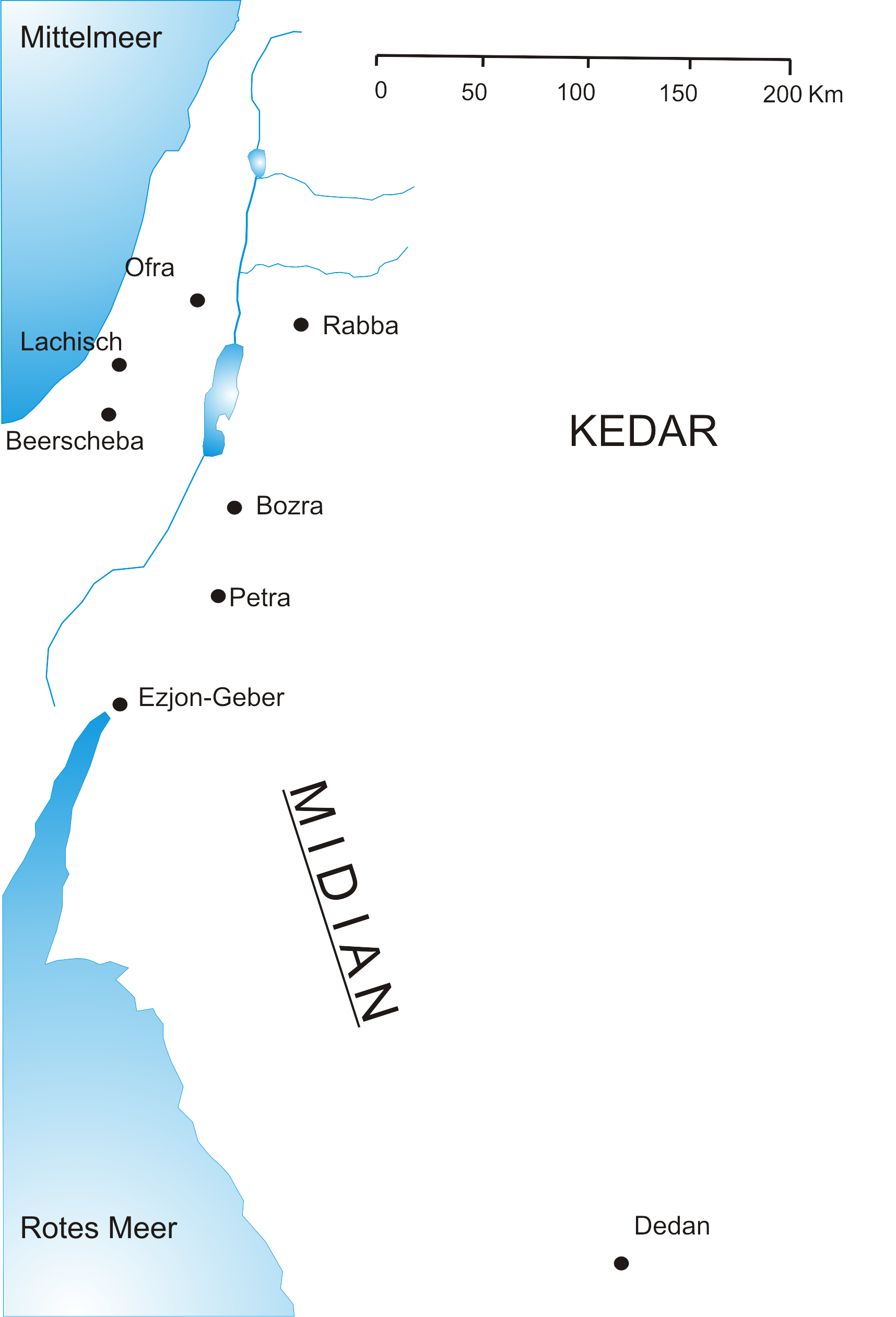
Ligging van Midjan in het zuiden van de antieke regio Transjordanië

De wetenschappelijke consensus is dat deze oorlog niet heeft plaatsgevonden, zeker niet zoals deze verteld wordt in Numeri 31.:66 Binnen de bredere context van de uittocht uit Egypte (de Exodus) is er waarschijnlijk nooit een invasie van Kanaän (het "Beloofde Land") geweest door alle Israëlieten die aan slavernij in Egypte zouden zijn ontsnapt. Wetenschappers zoals Mark S. Smith beweren dat de Israëlitische cultuur is voortgekomen uit de bredere Kanaänitische cultuur die eromheen bestond en waarmee zij sterke taalkundige, religieuze en andere culturele banden mee had. Er heeft geen politieke vereniging van verscheidene Semitische Kanaänitische stammen tot een Israëlitische staat plaatsgevonden tot na 1100 BCE. Hoewel sommige egyptologen zoals Donald B. Redford (1997), Na'aman (2011) en Manfred Bietak (2015) hebben betoogd dat enkele Kanaänieten (die door Bietak "Proto-Israëlieten" worden genoemd) wellicht naar Egypte zijn gedeporteerd tijdens de bezetting en overheersing van Kanaän door de 19e dynastie van Egypte onder farao Ramses II (r. 1279–1213 BCE), zeggen ze dat er geen aanwijzing is dat dit alle zogenaamde "Proto-Israëlieten" betrof; de meesten van hen zullen waarschijnlijk de Egyptische heerschappij in Kanaän zelf hebben meegemaakt in de late 13e eeuw BCE. Na'aman betoogde dat het bestaande narratief in het collectieve Hebreeuwse geheugen over de Egyptische heerschappij "opnieuw werd gemodelleerd volgens de realiteiten van de late 8e en 7e eeuw in Kanaän, waar de ervaringen van de Assyrische onderdrukking en deportaties bij werden geïntegreerd.":18 De moderne wetenschappelijke consensus is dat de Bijbelse persoon Mozes een grotendeels mythische figuur is, hoewel men de mogelijkheid open houdt dat "er een Mozes-achtig figuur zou kunnen hebben bestaan ergens in zuidelijk Transjordanië in het midden tot het einde van de 13e eeuw v.Chr." en dat de archeologie geen van beide kan bevestigen.
Het specifieke narratief van Numeri 31 is een van de vele verhalen in de Hebreeuwse Bijbel die ertoe dient om de Israëlieten voor te stellen als het uitverkoren volk van de god JHWH, die hen zegende met overwinningen in de strijd, gezondheid en welvaart, zolang zij maar trouw bleven aan zijn geboden en bevelen. Onder deze tweede generatie Israëlieten viel er geen enkel slachtoffer in de hoofdstukken Numeri 26–36, terwijl de eerste generatie vele doden te lijden had in de woestenij (hoofdstukken 13–14, 25). De beweringen dat 12.000 Israëlitische soldaten de gehele Midjanitische bevolking zouden hebben uitgeroeid / gevangen genomen en al hun steden zouden hebben verwoest zonder dat er ook maar één Israëlitische soldaat zou zijn gesneuveld worden voor historisch onmogelijk gehouden en men meent dat dergelijke beweringen als symbolisch moeten worden opgevat. Bovendien verwijzen zelfs andere bijbelboeken die in een latere tijd zijn gesitueerd naar de Midjanieten als een zelfstandig volk, zoals Rechters hoofdstukken 6–8, waarin Gideon tegen ze vecht. Hoogstwaarschijnlijk wilde(n) de auteur(s) een theologische boodschap overbrengen over wie JHWH, Mozes, Eleazar en Pinechas waren en hoe machtig de Israëlieten zouden zijn als JHWH aan hun zijde zou staan.
Olson (2012) merkte op dat de naam Kozbi komt van de drie Hebreeuwse medeklinkers kzb, wat "liegen" of "misleiden" betekent. Het idee dat Kozbi de Israëlieten heeft misleid wordt benadrukt in vers 25:18: "[De Midjanieten] hebben jullie in de val gelokt (of: in de val laten lopen, vijandig behandeld, als vijanden behandeld; נִכְּל֥וּ nikkəlū) door/met hun listen die zij listig tegen u beraamden/bedacht hebben (of: door sluwe plannen tegen jullie te smeden; בְּנִכְלֵיהֶ֛ם bəniḵlêhem); dat is gebleken uit de gebeurtenissen bij de Peor en ook uit wat er is voorgevallen met Kozbi, de dochter van een Midjanitische leider, iemand van hun eigen volk, die gedood werd tijdens de plaag die op de gebeurtenissen bij de Peor volgde." Dit suggereert dat zij geen historisch persoon was, maar is uitgevonden als een metafoor voor gevaar voor de Israëlieten.
Brown (2015) beschreef hoe de structuur van Numeri 31 een patroon vertoonde: 'bevel, gehoorzaming, uitstrekking, reiniging, bevel, gehoorzaming, uitstrekking.' JHWH beveelt de Israëlieten via Mozes om wraak te nemen en de oorlogsbuit te verdelen, de Israëlitische soldaten gehoorzamen en doen vervolgens meer dan wat JHWH heeft bevolen (uitstrekking); de reiniging is de enige handeling die slechts eenmalig gebeurt en functioneert als een brug tussen de twee reeksen. Zowel Olson als Brown merkten op dat Mozes in hoofdstuk 25 als opvallend passief wordt afgeschilderd en, aangezien hij er niet in slaagde om het probleem op te lossen, moest Pinechas ingrijpen en het initiatief nemen om Kozbi en Zimri te doden, waarna hem het eeuwige priesterschap werd gegund en hij later als legeraanvoerder van de Israëlieten werd aangesteld om tegen Midjan ten strijde te trekken.:155:70 Brown voegde eraan toe dat hoofdstuk 27 de politieke positie van een in toenemende mate ongehoorzame Mozes ondermijnde ten gunste van de priesterklasse, waarbij JHWH onthulde dat Mozes' tijd ten einde liep en hij spoedig zou sterven.:70–71 Dit ondersteunt de opvatting dat de toegevoegde tekst is geschreven in een tijd dat de priesterlijke lijn van de afstammelingen van Pinechas werd betwist, omdat het hun legitimiteit als de priesterlijke opvolgers van Mozes versterkt.:155

### Motief
Wetenschappers zijn het oneens over het exacte motief dat JHWH zou hebben gehad om Mozes de Oorlog tegen de Midjanieten te laten voeren. Klaarblijkelijk ligt de kiem van het conflict in iets wat de Israëlitische man Zimri en met name de Midjanitische prinses Kozbi zouden hebben gedaan, maar de vraag welke misdaad ze dan precies zouden hebben gepleegd heeft wetenschappers in verwarring gebracht. Het is niet duidelijk op te maken uit hoofdstuk 25 zelf of Kozbi – als Midjanitische – iets te maken had met de Moabieten, noch of ze seks had met Zimri, noch of hij door haar toedoen andere goden was gaan vereren, zoals andere Israëlitische mannen hadden gedaan met Moabitische vrouwen volgens vers 25:1. Noch is het duidelijk of zij een reeds bestaande plaag naar de Israëlieten verspreidde of dat JHWH hen vervloekte met een nieuwe plaag als straf voor Zimri's verbroedering met Kozbi of omdat zij de heiligheid van het tabernakel zouden hebben geschonden.

#### Vragen omtrent het verband met Bileam/Moab

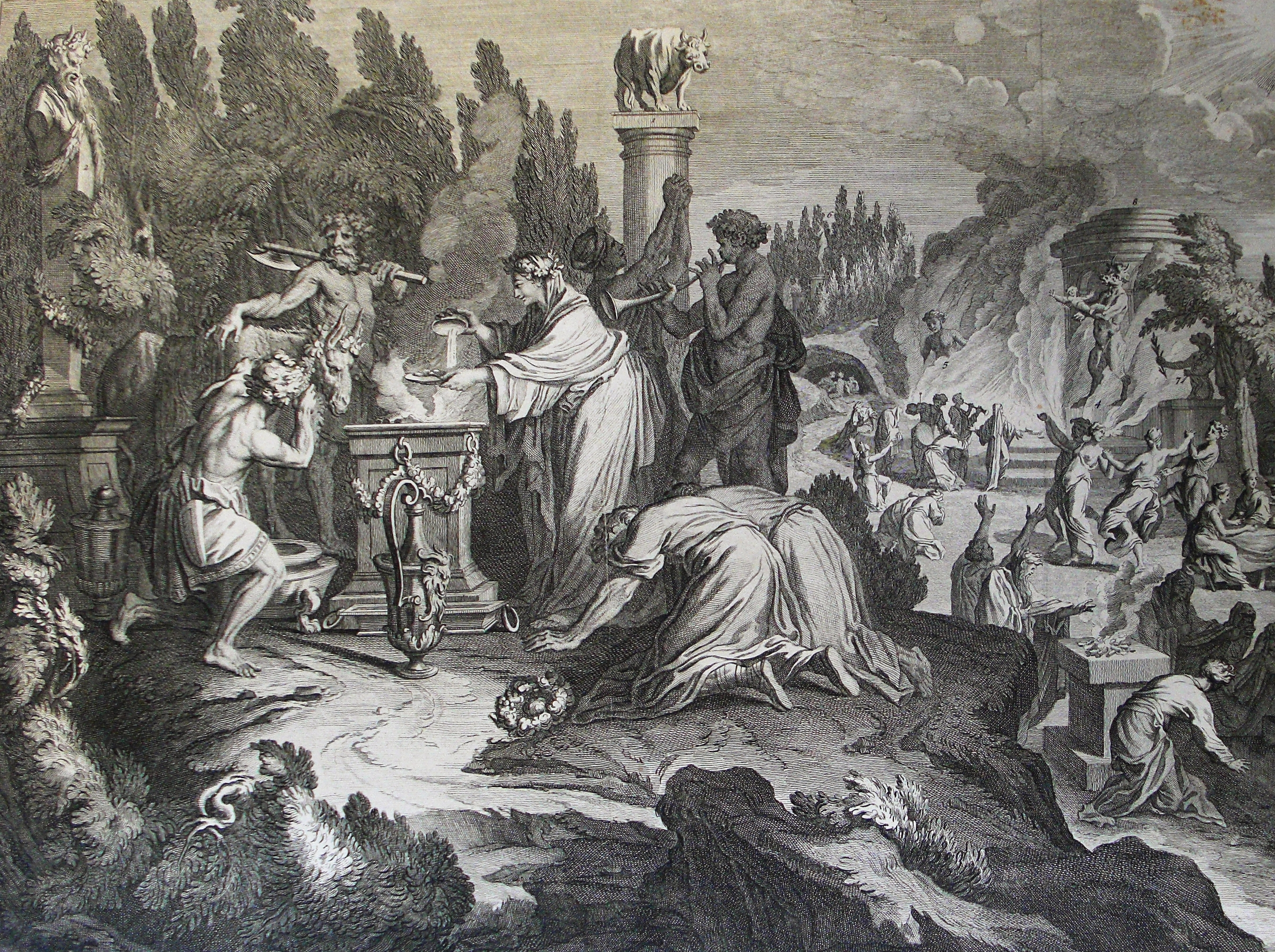
Afgoderij met Baal-Peor (1970) door Phillip Medhurst

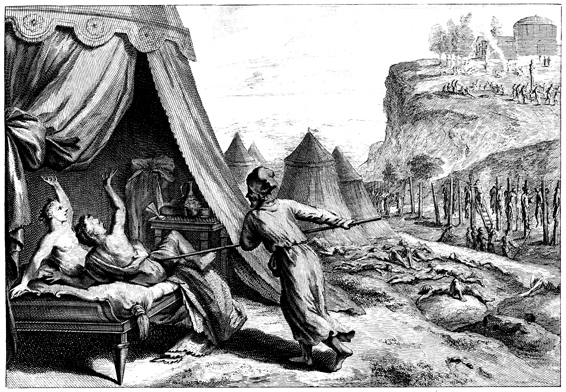
Volgens deze prent hebben Zimri en Kozbi seks in een gewone tent wanneer Pinechas hen doodt (Mortierbijbel 1700).

Het verband tussen Bileam en de Moabieten enerzijds en de Midjanieten anderzijds is niet duidelijk. Bileam wordt voor het laatst genoemd in Numeri 24:25 en de Moabitische vrouwen voor het laatst in Numeri 25:1; vanaf Numeri 25:6 zijn plots de Midjanieten de boosdoeners. Na de Israëlitische overwinning op de Midjanieten zes hoofdstukken later zou Mozes het volgende verband hebben gelegd toen hij boos was dat de gevangen Midjanitische vrouwen nog niet waren gedood: "Juist zij waren het die de Israëlieten, op aanraden van Bileam, destijds bij de Peor verleid hebben tot ontrouw aan [JHWH], en dat veroorzaakte de plaag die de gemeenschap van [JHWH] getroffen heeft." Dit weerspreekt verzen 25:1–3, waarin staat dat de vrouwen Moabieten waren, en verzen 25:16–18, waarin JHWH zelf beweerde dat de plaag het Israëlitische kamp pas trof nadat de Midjanitische prinses Kozbi er naar binnen was gegaan (zonder verwijzingen naar seks of verering van vreemde goden), waarna JHWH Mozes instrueerde om de Midjanieten te doden, niet de Moabieten. Het feit dat de Moabieten en Midjanieten worden gelijkgesteld alsof ze dezelfde overtredingen hebben begaan en dat Mozes Bileam (een Moabiet) verantwoordelijk houdt voor eender wat de Midjanitische vrouwen (of eigenlijk één Midjanitische vrouw, die reeds gedood was) zouden hebben gedaan, heeft onderzoekers voor vraagtekens gesteld. Knohl (1995) betoogde dat de originele niet-P tekst (bewaard gebleven in 25:1–5) de Moabitische vrouwen als hoofdrolspelers had, maar dat de H redacteur (die de aanspraken van Pinechas en zijn afstammelingen op het priesterschap wilde legitimeren) hen op een slordige manier had vervangen door de Midjanitische vrouwen zodat de resulterende nieuwe tekst (25:6–18 en het gehele hoofdstuk 31) de twee stammen door elkaar haalde. Olson (2012) was het daarmee eens: "Sommige van deze disjuncties in het narratief zouden het resultaat kunnen zijn van het combineren van eerdere en latere tradities tot één verhaal.":155 Ellicott (1897) opperde daarentegen dat Bileam in Midjanitische dienst was getreden nadat de Moabitische koning Balak hem had ontslagen. Barnes (1834) suggereerde eveneens dat incident bij Peor rechtstreeks door de Midjanieten was gepleegd.

#### Hypothese vreemde afgoderij
Hamilton (2005) concludeerde dat JHWH heilige oorlog tegen Midjan beval "als vergelding voor hoe die laatste Israël verleidde tot daden van hoererij en afgoderij". Olson (2012) stelde: "Het inbegrip van de vrouwen van Midjan in het verlokken van de Israëlieten tot de verering van een uitheemse god werd de aanleiding die de latere aanval tegen Midjan in Numeri 31 rechtvaardigde.":155 Hij wees ook op Psalm 106:28–31,:155 die beweert dat de plaag uitbrak omdat JHWH boos was op de Israëlieten omdat zij bij Peor "aten van offers bestemd voor dode goden" (GNB). Tot slot beargumenteerde Olson dat het schijnbare falen van Mozes om de afgodendienaren te straffen (25:4–5) het motief voor Pinechas is geweest om het heft in eigen handen nemen door Zimri en Kozbi te doden.:155 Brown (2015) verklaarde: "In Num 31:16 rechtvaardigt Mozes zijn bevel door een beroep te doen op de rol van de Midjanieten in de geloofsafval en plaag die in Numeri 25 wordt verhaald en commentatoren hebben die uitleg algemeen aanvaard en geconcludeerd dat de tekst de totale vernietiging van Midian portretteert als de vervulling van JHWH's oproep tot "wraak".":66

#### Hypothese seksuele overtreding
Sommige commentatoren hebben geconcludeerd dat het motief voor de Oorlog tegen de Midjanieten was dat Zimri en Kozbi ongeoorloofde seks hadden. Zo schreven Keil & Delitzsch (1870): "[Zimri bracht Kozbi] het kamp van de Israëlieten binnen, voor de ogen van Mozes en de gehele gemeenschap, om overspel met haar te plegen in zijn tent". Jamieson-Fausset-Brown (1871) en Keil & Delitzsch (1870) suggereerden dat de Midjanieten de Moabitische vrouwen hadden opgestookt op de Israëlitische mannen te verleiden (verzen 1 en 2) en daarom dienden alleen de Midjanieten boete te doen voor de 'slechtheid' die 'de goddelijkheid en eer' van JHWH schond, niet de Moabieten. Jamieson-Fausset-Brown voegde eraan toe dat JHWH de Moabieten wilde sparen omdat zij de afstammelingen van Lot waren (Deuteronomium 2:9). Hamilton (2005) concludeerde dat JHWH heilige oorlog tegen Midjan beval "als vergelding voor hoe die laatste Israël verleidde tot daden van hoererij en afgoderij".

#### Hypothese tabernakelontheiliging

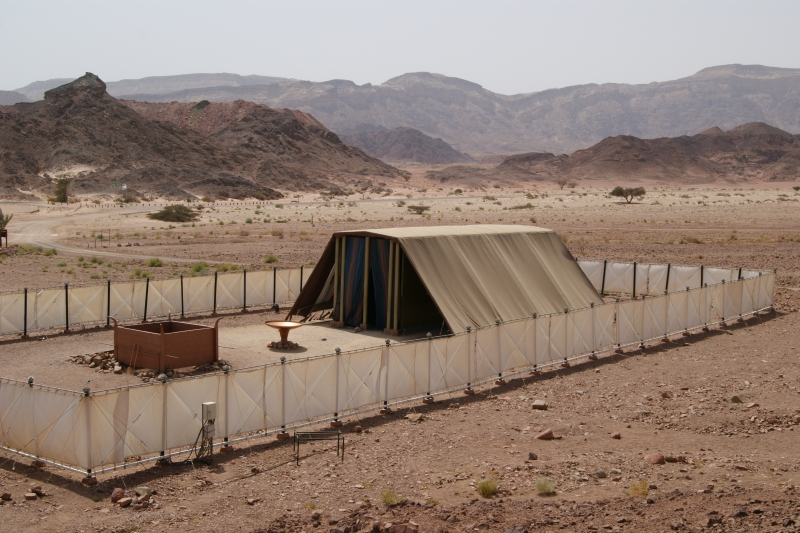
Moderne tabernakel-replica in de Timnavallei (2011)

Shectman (2009) betoogde dat Zimri en Kozbi helemaal niet schuldig waren aan seksuele overtredingen (in een gewone tent, אֹהֶל ’ōhel); seks met een vreemdeling wordt door de Heiligheidscodex (H) überhaupt nooit gezien als een halszaak.:161 In plaats daarvan zouden ze te dicht in de buurt van de heilige tabernakel (אֹ֣הֶל מוֹעֵד֩ ’ōhel mō‘êḏ, ook wel 'ontmoetingstent' of 'tent der samenkomst' genoemd) zijn gekomen.:161–162 Ze baseerde dit op het Hebreeuwse werkwoord קָרַב qarab ("naderen, in de buurt komen") in vers 25:6 voor 'inbreuk/aantasting/indringing', dat de connotaties 'nabijheid' en 'schending van het priesterlijk gezag' heeft.:162 De in vers 31:16 aangetroffen combinatie van het werkwoord מָסַר masar en het zelfstandig naamwoord מָ֫עַל ma-‘al heeft een soortgelijk effect: gecombineerd betekent לִמְסָר־ מַ֥עַל lim-sār-ma-‘al volgens Shectman "heiligschennis plegen/overtreden".:166 In verscheidene andere plaatsen in het boek Numeri (bijvoorbeeld 1:51; 3:38; 17:28; 18:3–7) is de gestelde straf voor inbreuk maken op bepaalde delen van het tabernakel door niet-Israëlieten of niet-Levitische Israëlieten de doodstraf.:161–162 Shectman wees er ook op dat Numeri 8:19 beweert dat "de Israëlieten, wanneer ze te dicht bij het heiligdom komen, door een plaag getroffen worden" en dat dit in Numeri 16:42–50 (of Numeri 17:7–15 in sommige bijbeledities) ook daadwerkelijk gebeurde en 14.700 Israëlieten stierven aan een plaag voordat Aäron deze beëindigde door een reukoffer aan JHWH te brengen.:162 In een incident dat kort daarna wordt verteld (Numeri 17:10–13 of Numeri 17:25–28) raakten de Israëlieten in paniek toen Mozes het tabernakel betradt, omdat ze bang waren dat ze allemaal dood zouden gaan.:162 Shectman concludeerde dat Numeri 25:6–18 drie doelen had: de tabernakel-inbreukwet illustreren, de promotie van Pinechas tot het opperpriesterschap legitimeren en de Oorlog tegen de Midjanieten in Numeri 31 rechtvaardigen.:162 In tegenstelling tot de niet-P tekst in 25:1–5 is er geen enkele aanwijzing dat er iets uitzonderlijks mis is met Kozbi als vrouw of als vreemdeling, noch worden zij en Zimri beschuldigd van een seksuele overtreding; ze zijn beiden simpelweg lid van categorieën mensen aan wie het verboden is om inbreuk te maken op het tabernakel. Alleen het feit dat ze een Midjanitische prinses is, wordt daarna gebruikt als excuus voor de Oorlog tegen de Midjanieten.:161–162

### Ethiek

#### Wetenschappelijke discussies
Susan Niditch (1995) legde uit dat de 'priesterlijke oorlogsideologie in Numeri 31' alle vijanden als onrein beschouwde en derhalve 'Gods wraak verdienden', behalve zij die nog steeds de vrouwelijke maagdelijkheid bezaten: "Vrouwelijke kinderen die niet met een man hadden gelegen zijn schone leien in termen van hun identiteit, ongemarkeerd door de vijand en kunnen na een periode van reiniging worden geabsorbeerd in the volk Israël."
Hamilton (2005) noemde Numeri 31 een "gruwelijk hoofdstuk, waarin alleen jonge maagdelijke meisjes mogen worden gespaard (...) en zelfs jonge jongens niet uitgezonderd worden." Hij voerde aan dat de twee grootste belangen van Numeri 31 zijn: het idee dat oorlog een verontreinigende activiteit is, maar dat Israëlitische soldaten ritueel zuiver moeten zijn, zodat ze alleen oorlogen mogen voeren voor een heilige zaak en dat ze zichzelf naderhand moeten reinigen om hun rituele reinheid te herstellen. De Israëlitische veldtocht tegen Midjan was gezegend door JHWH en kan daarom als een heilige oorlog worden gezien. Tegelijkertijd zouden de Israëlitische soldaten echter verontreinigd zijn door het moorden en een zevendaagse zuivering van hun lichamen, kleding en metalen bezittingen nodig hebben en "bij [JHWH] verzoening voor onszelf [moeten] bewerken" (vers 50). Zo wordt het gebruik van militair geweld, zelfs als het een goddelijke opdracht is, gezien als een negatieve handeling die, om te worden uitgewist, rituele reiniging van het lichaam en de bezittingen vereist, met daarbij een offer in de vorm van een aandeel van 0,2% van de soldatenbuit als geschenk aan JHWH.
Olson (2012) schreef dat "het leeuwendeel van het hoofdstuk gaat over de zuivering van soldaten en buit van de onreinheid van de oorlog en de toewijzing van de buit", terwijl "de eigenlijke strijd in twee verzen wordt samengevat". De acties van de Israëlitische soldaten volgden nauwgezet de heilige oorlogsvoorschriften in Deuteronomium 20:14: "Maar de vrouwen en kinderen en het vee en alles wat er aan goederen in de stad is mag u buitmaken," maar in dit geval was Mozes boos omdat hij wilde dat de mannelijke kinderen en niet-maagdelijke vrouwen ook zouden worden gedood, een opmerkelijke afwijking van deze voorschriften volgens Olson. Hij concludeerde: "Veel aspecten van deze heilige oorlogstekst kunnen voor een hedendaagse lezer lastig zijn. Maar begrepen binnen de symbolische wereld van de oude schrijvers van Numeri, is het verhaal van de oorlog tegen de Midjanieten een soort generale repetitie die vertrouwen en hoop opbouwt in afwachting van de daadwerkelijke verovering van Kanaän die in het verschiet ligt."
Brown (2015) stelde: "Dit commando om iedereen behalve de maagdelijke meisjes te doden heeft geen enkel precedent in de Pentateuch. [Rechters 21] weerspiegelt echter precies het commando van Mozes. (...) Net als Num 25 draait het verhaal verteld in Rechters 19–21 om het gevaar van geloofsafval, maar zijn relaas van een burgeroorlog en escalerend geweld benadrukt ook de tragedie die kan voortvloeien uit de willekeurige toepassing van [wraak]. Het gehele verhaal is zeer ironisch: de Israëlieten gaan op pad om de verkrachting van één vrouw te wreken om vervolgens juist toestemming te geven voor de verkrachting van nog eens zeshonderd [vrouwen]. Ze hebben spijt van de resultaten van de ene slachtpartij, dus ze plegen nog een andere bij wijze van herstel.":77–78
Allan (2019) merkte op: "Gods werk of niet, dit is militair gedrag dat heden ten dage taboe zou worden verklaard en tot een rechtszaak wegens oorlogsmisdaden zou kunnen leiden."
Volgens het bijbelboek Exodus hadden de Midjanieten Mozes onderdak geboden tijdens zijn 40 jaar lange vrijwillige ballingschap nadat hij een Egyptenaar had gedood (Exodus 2:11–21), de Midlanitische priester Jetro/Reüel/Hobab handelde positief jegens JHWH in Exodus hoofdstuk 12 en Mozes trouwde met zijn dochter Sippora (Exodus 2:21). Wetenschappers vinden het moeilijk te verklaren hoe Mozes aan de Israëlieten het bevel kon geven om het gehele Midjanitische volk uit te roeien dan wel tot slaaf te maken terwijl hij een Midjanitische vrouw en schoonvader had.

#### Religieuze discussies

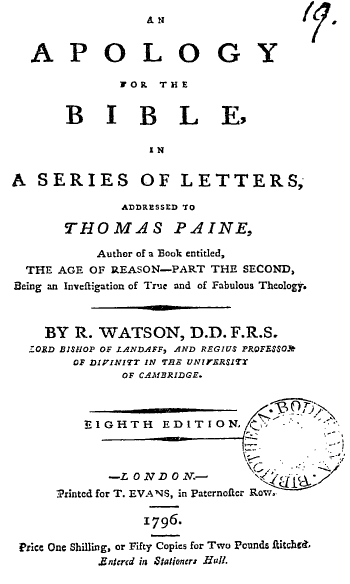
Titelblad van Llandaffs Apology for the Bible, dat poogde te weerleggen wat Paine in The Age of Reason schreef over Numeri 31, namelijk dat Mozes 'de afschuwelijkste schurk' aller tijden zou zijn

Numeri 31 en vergelijkbare Bijbelse episoden worden soms aangehaald in debatten over religieuze ethiek tussen apologeten en religiecritici. Rabbijn en wetenschapper Shaye J. D. Cohen (1999) beargumenteerde dat "de implicaties van Numeri 31:17–18 ondubbelzinnig zijn (...) we kunnen er zeker van zijn dat voor jullie zelf betekent dat de strijders deze gevangen maagden seksueel mogen "gebruiken"." Hij voegde eraan toe dat Shimon bar Yochai de passage 'correct' had begrepen, maar dat anderzijds andere rabbijnse commentaren zoals B. en Y. Qiddushin en Jevamot beweerden "dat voor jullie zelf betekende "als dienaressen." Latere apologeten, zowel joodse als christelijke, hebben die laatste interpretatie overgenomen."
In The Age of Reason (1795) schreef Thomas Paine over het hoofdstuk: ""Onder de verfoeilijke schurken die in welke periode van de wereld dan ook de naam van de mensheid te schande zouden hebben gemaakt, is het onmogelijk om een grotere te vinden dan Mozes, als dit verhaal waar is. Hier staat een bevel om de jongens af te slachten, de moeders uit te moorden en met de dochters ontucht te plegen." In An Apology for the Bible (1796) probeerde Richard Watson, de bisschop van Llandaff, Paines argumenten te weerleggen:

Ik zie in deze passage niets dan goed beleid, in combinatie met mededogen. De jonge mannen hadden gevaarlijke wrekers kunnen worden van wat zij het hun land aangedane onrecht achtten; de moeders hadden de Israëlieten wellicht opnieuw verleid tot het liefhebben van wellustig plezier en het praktiseren van afgoderij en wederom een plaag over de gemeenschap kunnen afroepen; maar de jonge maagden, niet vervuild door de schandelijke gewoonten van hun moeders, noch geneigd om onrust te veroorzaken door een opstand, werden in leven gelaten. U [Paine] geeft deze zaak een andere draai; u zegt—"dat tweeëndertigduizend meisjes werden overgeleverd aan ontucht op bevel van Mozes."—Bewijs dat, dan zal ik toegeven dat Mozes het vreselijke monster is dat u van hem maakt—bewijs dat, dan zal ik toegeven dat de Bijbel is wat u het noemt—een boek vol leugens, slechtheid en blasfemie"... De meisjes werden niet voorbehouden om er ontucht mee te plegen, maar voor slavernij;—een gewoonte die onze manieren verafschuwen, maar in vroegere tijden overal werd gepraktiseerd en nog steeds wordt gepraktiseerd in landen waar de goedaardigheid van de christelijke religie de woestheid van de menselijke aard [nog] niet heeft verzacht.
— Richard Watson, bisschop van Llandaff, An Apology for the Bible, in a series of letters, addressed to Thomas Paine, author of a book entitled, The Age of Reason (1796)

In een debat met de baptistische dominee Al Sharpton in 2007 betoogde de atheïstische schrijver Christopher Hitchens dat Gods opdracht om Isaak te offeren en de uitroeiing van de Amalekieten immorele goddelijke bevelen in het Oude Testament waren, waarna hij het eerdere debat in herinnering riep: "De bisschop van Llandaff zei ooit in een discussie met Thomas Paine: 'Nou, waar er staat geschreven 'hou de vrouwen in leven' – zoals Paine had opgemerkt – 'ben ik er zeker van dat God niet bedoelde om ze alleen maar in leven te houden voor immorele doeleinden.' Maar wat weet de bisschop van Llandaff daar nou van? Er staat: 'Dood alle mannen, dood alle kinderen en hou alle maagden in leven.' Ik denk dat ik wel weet wat ze in gedachten hadden. Ik denk niet dat dit een ethische doctrine is."
In 2010 maakte Hitchens de tien geboden belachelijk voor het verbieden van vreemdgaan maar niet verkrachting: "Aan de andere kant, hoe zit het met verkrachting? In Numeri 31:1–18 lijkt het nogal sterk te worden aangeraden, samen met genocide, slavernij en kindermoord; bovendien is het toch zeker wel een behoorlijk extreme vorm van seks buiten het huwelijk."
In de documentaire The Root of All Evil? Part 2: The Virus of Faith (2006) veroordeelde Richard Dawkins de daden van Mozes in Numeri 31 en vroeg: "Hoe kun je dit verhaal van Mozes moreel onderscheiden van Hitlers verkrachting van Polen of Saddam Hoesseins massamoord op de Koerden en de Moerasarabieren?" Hij contrasteerde dit gedrag met Mozes' eigen gebod 'Gij zult niet doden'.
Seth Andrews schreef in Deconverted (2012) dat Numeri 31 een van de delen van de Bijbel was die hem ernstig deden twijfelen aan de ethiek van de christelijke God; hij beweerde dat zijn christelijke vrienden en familie geen bevredigende antwoorden hadden op zijn vragen en uiteindelijk niet echt moeite deden om na te denken over de morele implicaties van dergelijke teksten.
Neeper (2012) noemde Numeri 31:17–18 'verschrikkelijk': "In plaats van dat [Mozes] mensen van Midjan probeert te "redden", beveelt hij de doodstraf voor velen van hen. De mensen die "geluk" hebben, de maagdelijke meisjes die mogen blijven leven, worden tot seksslavinnen gemaakt voor afschuwelijke, moorddadige post hoc huurlingen die allemaal de bevelen opvolgen van een man die zegt dat een god (die niemand kan zien) hen dan heeft opgedragen. Dit is een van de ziekelijkste dingen in de zogenaamd "Heilige" Bijbel."
De christelijke apologeet John Berea (2017) speculeerde dat Bileam 'zonder loon was ontslagen door koning Balak van Moab' en vervolgens de Midjanitische vrouwen had opgestookt om de Israëlitische mannen te verleiden tot seksuele immoraliteit en afgoderij op dezelfde manier als hij eerder met de Moabitische vrouwen had gedaan. De executie van Midjanitische vrouwen die seks hadden gehad met (Israëlitische) mannen was derhalve een gerechtigde straf voor 'het corrumperen van de mannen van Israël', terwijl het tot sekslavinnen maken van gevangenen 'inconsistent met de vele andere wetten tegen seksuele immoraliteit' zou zijn. Het meenemen van de overlevende maagdelijke vrouwen en meisjes "als dienaressen en ze in Israël te integreren was misschien wel het beste tussen  beroerde alternatieven," concludeerde John Berea.

### Lot van de 32 maagden
Het is niet duidelijk wat er gebeurde met JHWH's aandeel van 0,2% in de soldatenhelft van de oorlogsbuit, waaronder 808 dieren (verzen 36–39) en 32 menselijke maagdelijke vrouwen/meisjes (vers 40), die worden overgedragen aan de Levieten, die verantwoordelijk zijn voor het onderhouden van JHWH's tabernakel (verzen 30 en 47). Twee Hebreeuwse termen worden gebruikt om aan te geven dat ze een 'heffing' of 'schatting' waren die werd 'afgestaan' of 'geschonken' aan JHWH:
- מֶ֙כֶס֙ me·ḵes of  ham·me·ḵes (verzen 28, 37 en 41), algemeen vertaald als 'heffing' of 'schatting'.[44][45] Deze term is nergens anders in de Hebreeuwse Bijbel te vinden behalve deze drie gevallen in Numeri 31. Het woord is ook te vinden in het Ugaritisch als mekes en het Akkadisch als miksu.[46] Een verbuigng van mekes is וּמִכְסָ֥ם ū·miḵ·sām, die alleen voorkomt in de verzen 38, 39 en 40.[47]
- תְּרוּמַ֥ת tə-rū-maṯ (verzen 29 en 41); de term terumah (meervoud: terumat) wordt algemeen vertaald als 'heffing', 'hefoffer' (HSV), 'geschenk' of '(aan)deel' en wordt geassocieerd met hefoffers.[48][45]

Sommige onderzoekers hebben geconcludeerd dat deze 32 menselijke maagden dienden te worden geofferd aan JHWH als brandoffer samen met de dieren. Zo vergeleek Carl Falck-Lebahn (1854) het incident met de bijna-opoffering van Iphigenia in de Griekse mythologie en beweerde: "Volgens Levit. xxvii, 29 waren offers van menselijke slachtoffers duidelijk een gewoonte onder de joden." Nadat hij het verhaal van Jefta's dochter in Rechters 11 had verteld, beredeneerde hij: "...de joden namen (volgens Numeri, hoofdstuk 31) 61.000 ezels, 72.000 ossen, 675.000 schapen en 32.000 maagden (wier vaders, moeders, broers &c., werden afgeslacht). Er waren 16.000 meisjes voor de soldaten, 16.000 voor de priesters; en van het aandeel van de soldaten werd er een schatting van 32 maagden geheven voor de Heer. Wat is er met hen gebeurd? De joden hadden geen nonnen. Wat was het aandeel van de Heer in alle oorlogen van de Hebreeën, als het niet bloed was?"
Pluger (1995) citeerde Exodus 17, Numeri 31, Deuteronomium 13 en 20 als voorbeelden van mensenoffers die door JHWH worden geëist. Hij voegde eraan toe dat volgens 1 Samuel 15 Saul "zijn koningschap van Israël verloor omdat hij het mensenoffer had weerhouden dat Jahweh, de god van Israël, verwachtte als zijn aandeel na een oorlog." Niditch (1995) merkte op dat, op het moment van haar schrijven, "wetenschappers in toenemende mate suggereren dat Israëlieten deelnamen aan door de staat georganiseerde rituele kinderoffers".:404 Hoewel "dergelijke rituele activiteiten worden veroordeeld door Jeremia, Ezechiël en andere Bijbelse schrijvers (bijvoorbeeld Lev 18:21, Deut 12:31, 18:10; Jer 7:30–31, 19:5; Ezech 20:31) en de zevende-eeuwse hervormingskoning Josia er een einde aan probeerde te maken, zou [de] notie van een god die mensenoffers begeert heel goed een belangrijk element in het Israëlitische geloof kunnen zijn geweest.":404–405 Ze citeerde de Stele van Mesha als bewijs dat de naburige Moabieten ook mensenoffers aan hun god Kemos brachten met gevangenen nadat zij met succes een  Israëlitische stad hadden aangevallen in de 9e eeuw BCE.:405 Voordat de 7e-eeuwse hervormers van koning koning Josia van het zuidelijke Koninkrijk Juda de praktijk van mensenoffers/kinderoffers probeerden te beëindigen, lijkt het gebruikelijk te zijn geweest in de Israëlitische militaire cultuur.:406
Andere wetenschappers hebben geconcludeerd dat de maagden en dieren in leven werden gehouden en door de Levieten werden gebruikt als hun aandeel van de buit. Sommigen hebben zelfs stelling genomen dat mensenoffers (met name kinderoffers) de Israëlieten vreemd was, waardoor de mogelijkheid dat de Midjanitische maagden werden geofferd is uitgesloten.:404 Keil en Delitzsch (1870) betoogden dat de 32 tot slaaf werden gemaakt: "Van de ene helft ontvingen de priesters 675 runderen, 72 ossen, 61 ezels en 32 maagden voor Jehova; en deze overhandigde Mozes aan Eleazar, naar alle waarschijnlijkheid voor het onderhoud van de priesters, op dezelfde manier als de tienden (Numeri 18:26–28 en Leviticus 27:30–33), zodat ze de runderen konden toevoegen aan hun eigen kudde (Numeri 35:3) en de ossen of schapen slachten wanneer ze die nodig hadden, terwijl ze de ezels verkochten en de giften tot slaaf maakten; en niet zoals bij een gelofte, in welk geval de reine dieren zouden worden opgeofferd en de onreine dieren en de mensen zouden worden vrijgekocht (Leviticus 27:2–13)."